# Село Висибаба, борци пали у ратовима од 1912. до 1918. године
Списак бораца из села Висибаба, Општина Пожега, погинулих и умрлих у Балканским и Првом светском рату преузет је из књиге „Пожега и околина”, објављене 1978. године.
Подаци за подручје Пожеге прикупљани су у периоду 1976–1977. године преко матичних књига умрлих, спомен-плоча, крајпуташа, као и разговора са преживелим борцима и појединим грађанима који су по сећању могли да дају податке, уз напомену да спискови могуће да нису потпуни, због временске дистанце и недостатка поузданих извора.

## Списак
1. Аврамовић Миладин
2. Бабић Живојин
3. Бабић Милисав
4. Бербатовић Чедомир
5. Бербатовић Будимир
6. Божић Обрен
7. Весовић Филип
8. Весовић Миленко
9. Весовић Витомир
10. Видојевић Срећко
11. Видојевић Љубо
12. Диковић Петар
13. Диковић Александар
14. Драгићевић Живко
15. Драгићевић Драгић
16. Драгићевић Стеван
17. Дрндаревић Миливоје
18. Дуловић Вецо
19. Ђокић Крста
20. Ђорђевић Јанко, капетан I клaсе
21. Ђорђевић Живорад
22. Ђорђевић Милутин
23. Зарић Божидар
24. Зарић Зарија
25. Зарић Милојко
26. Зарић Крста
27. Ивановић Ивко
28. Ивановић Периша
29. Илић Лазар
30. Илић Видоје
31. Јеврић Милутин
32. Јеринић Миље
33. Јеринић Љубо
34. Јеринић Ранко
35. Јовановић Гвозден
36. Јовановић Лука
37. Јосиповић Јован
38. Јосиповић Јосип
39. Јосиповић Здравко
40. Јосиповић Велибор
41. Ковачевић Милорад
42. Лукић Милоје
43. Лукић Милорад
44. Лукић Миљко
45. Лучић Никола
46. Лучић Стојан
47. Марјановић Видосав, потпуковник
48. Марјановић Тошо
49. Марјановић Јован
50. Марјановић Стојан
51. Марјановић Теофан
52. Мандић Илија
53. Марковић Лука
54. Мијајиловић Маринко
55. Милановић Велимир
56. Милутиновић Ненад
57. Мићић Милосав
58. Мишовић Благоје
59. Младеновић Момир
60. Младеновић Милутин
61. Младеновић Милош
62. Младеновић Михаило
63. Младеновић Богољуб
64. Новаковић Анђелко
65. Обрадовић Љубомир, капетан I класе
66. Обрадовић Малиша
67. Обрадовић Обрен
68. Обрадовић Милорад
69. Остојић Драго
70. Пауновић Здравко
71. Полић Сретен
72. Порубовић Стојан
73. Радовановић Милутин
74. Радивојевић Живојин
75. Радосављевић Радомир
76. Радуловић Милун
77. Радуловић Ристо
78. Ристовић Богдан
79. Ристовић Миљко
80. Ршумовић Сретен
81. Симићевић Петар
82. Симићевић Миливоје
83. Симићевић Иван
84. Симићевић Велибор
85. Симићевић Стеван
86. Симићевић Данило
87. Симићевић Страјин
88. Смиљанић Крста
89. Спиридоновић Перко
90. Стевановић Радисав
91. Стевановић Обрад[1]